# Tippi Degré

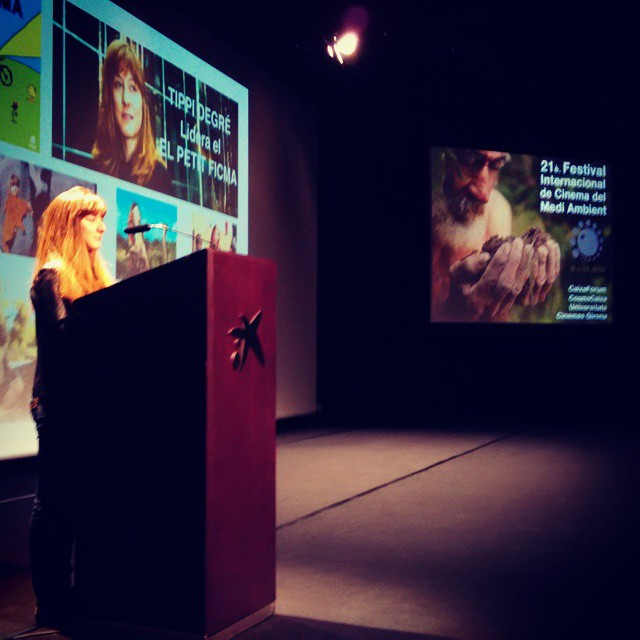
Tippi Degré in 2014

Tippi Degré (Windhoek, 4 juni 1990) is een Française die haar jeugd in Namibië doorbracht met wilde dieren en volksstammen. Nadat ze met haar ouders terugkeerde naar Parijs, maakte ze in Afrika zes natuurdocumentaires voor Discovery Channel. Ook is ze bekend als verzorger van de tijgers in Fort Boyard aan de kust van Frankrijk, dat het podium vormt voor populaire internationale spelshows.
Tippi werd geboren in Namibië, waar haar ouders, Alain Degré en Sylvie Robert, werkten als freelance wildfotografen. Ze werd vernoemd naar de actrice Tippi Hedren. Tijdens haar verblijf in Namibië raakte ze bevriend met wilde dieren, waaronder de 28 jaar oude olifant Abu, een panter met als bijnaam J&B, krokodillen, leeuwenwelpen, giraffen, grote kikkers en kameleons. Ook raakte ze bevriend met de Bosjesmannen en Himba uit de Kalahari, die haar leerden hoe ze kon leven op takken en bessen, en hoe ze hun taal kon spreken.
Later verhuisde ze met haar ouders naar Madagaskar en later naar Frankrijk, waar ze een beroemdheid werd. Er werd een boek over haar avonturen uitgebracht (Tippi uit Afrika) dat in verschillende talen werd vertaald. Ook maakte ze een website en keerde ze terug naar Afrika om er zes natuurdocumentaires te maken voor Discovery Channel.
In Parijs zat ze voor twee jaar op een buurtschool, maar daarna kreeg ze thuis les, omdat ze naar eigen zeggen weinig gemeen had met de andere leerlingen in Parijs.